# Ramsø Kommune
| Strukturdaten     | Strukturdaten    |
| ----------------- | ---------------- |
| Fläche            | 67,60 km²        |
| Einwohner         | 9.412 (2006)     |
| Kommune seit 2007 | Roskilde Kommune |

Ramsø Kommune war bis Dezember 2006 eine dänische Kommune im damaligen Roskilde Amt auf der Insel Seeland. Seit Januar 2007 ist sie zusammen mit der „alten“ Roskilde Kommune und der Gundsø Kommune Teil der neuen Roskilde Kommune.
Ramsø Kommune entstand im Zuge der Verwaltungsreform von 1970 und umfasste folgende Sogn:
- Dåstrup Sogn
- Gadstrup Sogn
- Snoldelev Sogn
- Syv Sogn
- Ørsted Sogn